# Pàvel Rúliov
Pàvel Vladímirovitx Rúliov, abreujat Pàvel Rúliov (rus: Павел Владимирович Рулёв)  (Sant Petersburg, 11 de juliol de 1950 - Sant Petersburg, 3 de desembre de 2013) i escrit sovint Pavel Rulyov o Pavel Rulev, fou un pilot de motocròs rus de renom internacional durant la dècada del 1970. Membre de l'equip oficial soviètic de KTM entre 1973 i 1974, juntament amb Guennadi Moisséiev fou dels primers soviètics a competir amb una motocicleta de l'Europa occidental. Al llarg de la seva carrera, guanyà vuit Campionats de l'URSS de motocròs i diversos de Leningrad (nom de Sant Petersburg a l'època).
Quan era encara un adolescent, fou descobert per l'entrenador de la secció de motociclisme juvenil del SKA de Leningrad, Kiril Aleksàndrovitx Demianski. La impressió que li causà fou tan forta que li proposà d'apuntar-se al club tot seguit (segons declarà més tard Demyansky, en veure Rúliov amb un ciclomotor va identificar immediatament una futura estrella). Al SKA, Rúliov va coincidir amb dos futurs campions soviètics, Guennadi Moisséiev i Anatoli Botxkov. Pàvel Rúliov va debutar en curses de motocròs el 1966 i ja el 1968 va entrar a la selecció estatal de l'URSS, on es mantingué fins al 1979. Amb aquesta selecció, fou tercer a l'edició de 1972 del Trophée des Nations i segon a la de 1973.

## Palmarès
Font:
- 2 vegades Campió de l'URSS Juvenil:
  - 175cc: 1967
  - 125cc: 1968
- 8 vegades Campió de l'URSS:
  - 125cc - 1969, 1972, 1978
  - 175cc - 1970, 1974, 1975, 1977
  - 250cc - 1976
- 2 vegades guanyador de la Copa de l'Amistat[1]
- 9 vegades guanyador del Motocròs de Kovrov (1969-1971, 1974-1976, 1980-1982)
- Nombrosos títols de Campió de Leningrad

### Resultats al Campionat del Món
Font:
| Any  | Motocicleta | 250cc | 125cc |
| ---- | ----------- | ----- | ----- |
| 1969 | ČZ          | 29è   | -     |
| 1970 | ČZ          | 32è   | -     |
| 1971 | ČZ          | 13è   | -     |
| 1972 | ČZ/KTM      | 10è   | -     |
| 1973 | KTM         | 8è    | -     |
| 1974 | KTM         | 7è    | -     |
| 1975 | ČZ          | 28è   | -     |
| 1976 | ČZ          | -     | 7è    |
| 1977 | ČZ          | -     | 11è   |
| 1978 | ČZ          | -     | -     |
| 1979 | ČZ          | 24è   | -     |